# أنجيلا فرناندو
أنجيلا فرناندو هي عارضة فلبينية، ولدت في 26 أبريل 1991.